# ICasualties
iCasualties.org (antiguamente Irak Coalition Casualty Count), es un sitio web independiente, creado en mayo de 2003 por Michael White, un ingeniero de software de Georgia, EE. UU., para realizar un seguimiento de las bajas en la Guerra de Afganistán y la Guerra de Irak.
La página web recoge información sobre las bajas sufridas por las Fuerzas Multinacionales (FMN) en Irak y la Fuerza Internacional de Asistencia en Afganistán ISAF (por sus siglas en inglés), con informes de prensa y comunicados de prensa del Departamento de Defensa de los Estados Unidos, del Comando Central de la OTAN, y el Ministerio de Defensa británico . El proyecto ha crecido en alcance desde su concepción, y ahora también informa de muertes de los contratistas (trabajando en Irak), las fuerzas de seguridad iraquíes (desde enero de 2005), y los civiles iraquíes (desde marzo de 2005).
El sitio web se considera una "autoridad" en el registro de víctimas y ha sido citado por, entre otros, la BBC, Associated Press, Voice of America, The New York Times, The Washington Post, El País de Madrid o Diario Clarín de Argentina.
Michael White ha afirmado que le cuesta $ 500 por mes mantener el sitio web, y que continuará intentando conseguir el dinero necesario para mantener el sitio web activo.